# Epilimnio
Per epilimnio si intende lo strato superficiale di un lago che in estate, essendo riscaldato dalla radiazione solare, raggiunge temperature maggiori rispetto agli strati sottostanti, il metalimnio e l'ipolimnio, con conseguente diminuzione di densità.
L'epilimnio risente più direttamente della variazione di temperatura esterna, essendo la temperatura influenzata anche dal vento. Questo può essere considerato una zona eufotica, ovvero ricca di luce e ossigeno, di conseguenza sono presenti molte piante e fitoplancton, rappresentato da alghe unicellulari fotosintetiche (alghe verdi, rosse e azzurre). Nelle acque meno profonde si trovano le praterie, che rendono le acque costiere ricche di vita. La prateria arriva a circa 30 m di profondità, oltre non arriva abbastanza luce.
L'epilimnio può essere causa della crescita vegetale in superficie di un lago. Qui avviene la maggior parte della produzione primaria del lago, poiché la radiazione solare è più intensa. L'ossigeno prodotto dalla fotosintesi si aggiunge a quello che entra nel lago dalla superficie: questo mantiene l'epilimnio ben aerato e idoneo alla vita animale. D'altra parte, le piante e le alghe depauperano i nutrienti minerali disciolti, limitando la propria produzione.